# Lights Up
Singles de Harry Styles
Kiwi
(2017) Adore You
(2019)
Lights Up est une chanson du chanteur anglais Harry Styles, sortie le 11 octobre 2019 sous le label Columbia Records. C'est le premier single de son deuxième album Fine Line.  

## Composition
La chanson est composée en La dièse mineur. 

## Contexte
Avant sa sortie, de nombreux panneaux d'affichages, placés dans plusieurs villes, ayant comme message « Do You Know Who You Are ? - TPWK ». L'acronyme signifiant « Treat People With Kindness » La chanson sort le 11 octobre, journée mondiale de la gentillesse, avec un site internet donnant des compliments en entrant son prénom.

## Personnel
Crédits provenant de Tidal.
- Tyler Johnson – production, auteur, guitare acoustique, voix supplémentaires, basse, batterie, ingénieur, clavier
- Harry Styles – chanteur, auteur, voix supplémentaires
- Thomas Hull – auteur, guitare électrique, production
- Ingmar Carlson – assistant ingénieur
- Matt Tuggle – assistant ingénieur
- Matt Wallick – assistant ingénieur
- Brandon Winbush – chœur
- Jason White – chœur
- Nikisha Daniel – chœur
- Tiffany Smith – chœur
- Tiffany Stevenson – chœur
- Jeremy Hatcher – ingénieur
- Nick Lobel – ingénieur
- Sammy Witte – ingénieur
- Ivan Jackson – horn
- Randy Merrill – mixage
- Jon Castelli – mixage

## Classements et certifications

### Certifications
| Pays      | Certification | Ventes |
| --------- | ------------- | ------ |
| Australie | Or            | 35 000 |